# 超人!コロシアム
『超人!コロシアム』（ちょうじん コロシアム）は、1994年10月22日から1995年3月4日までTBS系列局（テレビ山口とテレビ高知を除く）で放送されていたTBS製作のバラエティ番組である。放送時間は毎週土曜 19:00 - 20:00 （日本標準時）。

## 概要
毎回一芸に秀でた出場者×2組を招いて対決させていた番組で、どちらが勝つのかをパネラーが予想していた。番組は出場者を「超人」、パネラーを「グラディアトーレ」と呼んでいた。前期にはトーナメント方式で行われていたが、後期にはポイント山分けを狙う「ベッティング」方式になった。また、後期にはエスパー伊東がレギュラー出場者となり、ジョーカーのような役割を果たしていた。
神奈川県横浜市にある放送ライブラリーには、番組初回の記録映像が保存されている。

## 出演者

### 司会
- 堺正章 - 「カイザー・サカイ」として出演。
- 森口博子 - 「レジーナ・モリグチ」として出演。

### 実況
- 石川顯（当時TBSアナウンサー）

### 解説
- 神足裕司

### グラディアトーレ
- 大竹まこと
- 松村邦洋
- 佐竹雅昭
- 飯島愛
- 相楽晴子
- 浅草キッド

### レギュラー超人
- エスパー伊東 - 前期の途中から出演。

## ルール

### 前期
1回戦は1対1の対決。まず2人のグラディアトーレが、セット内の9個のモニターテレビに映し出される、登場超人（前期後半からはこのうちの1つがエスパー伊東）を連想される言葉から推理し、1つずつ選ぶ。選び終わると超人が登場し、1人ずつワザを披露する。その後、観客100人が審査し、点数の多い超人を選んだグラディアトーレが決勝戦進出となる。これを3回行う。
決勝戦は3名の対決。勝ち進んだ3名のグラディアトーレが、残った超人を1人ずつ選び、ワザ→審査を行う。点数の多い超人を選んだグラディアトーレが優勝。賞品を貰える。またそのグラディアトーレに選ばれた2名（1回戦・決勝1名ずつ）には、点数×1万円の賞金が与えられる。また、予選敗退したグラディアトーレ3人には、激辛カレーを食べさせられるなどの軽い罰ゲームが与えられていた。なお、エスパー伊東を選んだことが原因で敗退した場合には、エスパーも連帯責任で罰ゲームを受けたこともあった。

### 後期
まず2つのモニターテレビに超人連想言葉が映し出され、その後に2人の超人が登場。全グラディアトーレはカイザー（堺）の「ベッティング!」の掛け声と共に、どちらが勝つか（点数が多いか）を予想し、札を上げる。そしてワザ→審査を行い、点数の多い方を予想したグラディアトーレには、勝った超人に入った得票数と同じポイントが山分けで与えられる。
全3回行い、最も多くポイントを得たグラディアトーレが10万円を貰える。また、最高点数を獲得した超人には、点数×1万円の賞金が与えられる。

## スタッフ
- プロデューサー：落合芳行
- 演出：荒井昌也 ほか
- 構成：右近亨、大田一水、小原信治、林とど（小笠原英樹）

## エピソード
- シャンプーの泡をドレッシングの如く野菜に掛けて食べる「あわサラダ」や、大量の正露丸を丼飯に乗せて食べる「焼きイクラ丼」など、あまりにも放送に堪えない超人技が披露された時には、画面をブラックバックにして放送しないことがあった。
- 「チューボーですよ!」なる超人（詳細不明）が登場した回では、セット内に同じく堺が司会を務めていた『チューボーですよ!』（TBS）に似たセットが設けられていた。また、当時同番組でアシスタントを務めていた雨宮塔子（当時TBSアナウンサー）も登場した。